# Серебряков, Лазарь Маркович
Ла́зарь Ма́ркович Серебряко́в (до службы на флоте — Лазар Маркосович Арцатагорцян (арм. Ղազար Մարկոսի Արծաթագործեան; 1792—1862) — российский адмирал армянского происхождения, член Адмиралтейств-совета, участник Кавказских походов и Крымской войны. Многолетний командующий военно-морскими силами Черноморской береговой линии и её последний главнокомандующий, основавший или участвовавший в основании множества населённых пунктов Черноморского побережья Кавказа: Новороссийска, Адлера, Гостогаевского укрепления и других.

## Биография
Родился в 1792 году в Карасубазаре (Таврическая губерния, Крым), происходил из армянских дворян, армяно-католического вероисповедания. Принял фамилию Серебряков — это перевод армянской фамилии Арцатагорцян: армянское слово «Арцатагорц» — в дословном переводе на русский язык — «серебряных дел мастер» (то есть, мастер по серебру, ювелир).
Военную службу начал в 1810 году волонтёром в Черноморском флоте, в 1814 году произведён в гардемарины, в 1815 году — в мичманы, в 1820 году — в лейтенанты и в 1828 году — в капитан-лейтенанты с назначением состоять при начальнике Главного морского штаба.
Принимал участие в Русско-турецкой войне (1828—1829). В кампании 1828 года отличился при взятии Анапы, а затем при блокаде Варны, за что был награждён орденом Св. Владимира 4-й степени с бантом. В кампании 1829 года Серебряков находился при взятии Месемврии и Мидии. За отличия в войне против турок он был зачислен в Гвардейский экипаж.
В 1832 году он получил чин капитана 2-го ранга и до следующего года находился в составе экспедиционного отряда генерала Н.Н. Муравьёва под Константинополем и в Египте.
В 1834 году Серебряков получил в командование корабль «Полтава» и находился в регулярных плаваниях у Кавказских берегов Чёрного моря и вплоть до начала 1850-х годов неоднократно принимал участие в Кавказский войне. 6 декабря 1836 года награждён орденом Св. Георгия 4-й степени (№ 5459 по кавалерскому списку Григоровича — Степанова). В 1837 году он получил чин капитана 1-го ранга с назначением дежурным штаб-офицером по морским делам при штабе командующего Кавказской линией и 8 октября следующего года произведён в контр-адмиралы с назначением в свиту его величества, тогда же за отличия в войне против горцев он был награждён орденом св. Владимира 3-й степени. Также 6 апреля 1838 года ему была пожалована золотая полусабля с надписью «За храбрость».
В период службы на линии, обязанности адмирала Серебрякова были разнообразны. Как заместитель командующего линией по морской части, он отвечал за доставку войск по морю, эвакуацию раненых, подвоз провизии и материалов для строительства всех ключевых укреплений,  а также за артиллерийскую поддержку наземных операций с кораблей, эффект от которой, по причине несовершенства и малой дельности тогдашней артиллерии, был скорее «моральным». Кроме всего этого, Серебряков иногда принимал личное участие в боевых действиях с горцами на берегу, выполняя обязанности сухопутного офицера.
В 1839 году Серебряков был назначен командиром 1-го отделения Черноморской береговой линии и начальником Новороссийского порта. В этот период он уже непосредственно руководил масштабными строительными работами на укреплениях. В этот же период у Серебрякова возник серьёзный конфликт со своим подчинённым, комендантом Анапы полковником Ротом, в связи с чем, Серебряков направил рапорт командующему линией генералу Анрепу о том, что Рот организовал покушение его жизнь. Во избежание скандала и возможной огласки при дворе в Санкт-Петербурге, после переговоров генерала Анрепа с обеими сторонами рапорт был отозван. В результате, адмирал Серебряков остался в Новороссийске, а полковник (позднее, генерал) Рот оказался в Дагестане, где отличился при обороне крепости Ахты.
В 1840 году награждён орденом Св. Станислава 1-й степени, в 1842 году — орденом Св. Анны 1-й степени и 1844 году ему была пожалована императорская корона к последнему ордену.
В 1848 году Серебряков получил чин вице-адмирала и орден Св. Владимира 2-й степени, в 1850 году — орден Белого Орла.

## Кавказская кампания Крымской войны
В 1851 году назначен начальником Черноморской береговой линии и в следующем году удостоен ордена Св. Александра Невского.
С началом Крымской войны Серебряков возглавлял береговую оборону в портах на Черноморском побережье Кавказа. Когда укрепления Черноморской береговой линии лишились поддержки главных сил Черноморского флота, который Нахимов затопил в бухте Севастополя, именно Серебряков руководил разбором укреплений и эвакуацией их гарнизонов и военного имущества в Новороссийск.
При перенесении военных действий к Карсу Серебряков руководил отбитием прибережных укреплений, занятых турками в Грузии.
В 1856 году Серебряков был отставлен от занимаемых должностей, произведён в адмиралы и назначен членом Адмиралтейств-совета.
Жизнь адмирала оборвалась в результате несчастного случая. В 1861 году он во время поездки в своё крымское имение при неудачном спуске экипажа с горы серьёзно повредил ногу, после чего уже не смог ходить. А в довершении по прибытии в Петербург сильно простудился и после непродолжительной болезни 28 февраля (по другим данным 18 февраля) 1862 года скончался и был похоронен в Карасубазаре в Крыму в фамильном склепе.
Хотя именно на долю Серебрякова выпала печальная участь эвакуации укреплений Черноморской береговой линии, эта временная эвакуация уже не могла серьёзно повлиять на успех покорения Кавказа русскими войсками, которое было полностью завершено менее, чем через десять лет, а покинутые было укрепления стали основой будущих курортных городов России и Абхазии.

## Семья
Жена — Анастасия Мурзиева (по другим сведениям — Мурзаева), уроженка г. Карасубазар (современный Белогорск, Крым).
Дети: Старший сын Л. М. Серебрякова Марк, в чин капитан-лейтенанта произведён с 1853 года, за 18 морских компаний в 1853 г. был награждён орденом Св. Георгия 4-й степени, с началом Крымской кампании по личному настоянию был переведён в действующие силы в Севастополе, назначен старшим офицером в передовые ложементы на Камчатском люнете, убит вражеской гранатой в ночь с 22 на 23 марта 1855 года и похоронен в Ушаковской балке (могила не сохранилась).
Другие дети: Егор, Иван, Николай (1838 г. р.).
Имения: родовое в Симферопольском уезде (1500 десятин, 18 душ крестьян с землёй).

## Награды
- Орден Святого Владимира 4-й степени (1828)
- Орден Святого Георгия 4-й степени (1836)
- Золотое оружие «За храбрость» (1838)
- Орден Святого Владимира 3-й степени (1838)
- Орден Святого Станислава 1-й степени (1840)
- Орден Святой Анны 1-й степени (1842)
- Орден Святого Владимира 2-й степени (1848)
- Орден Белого Орла (1850)
- Орден Святого Александра Невского (1852)

## Память

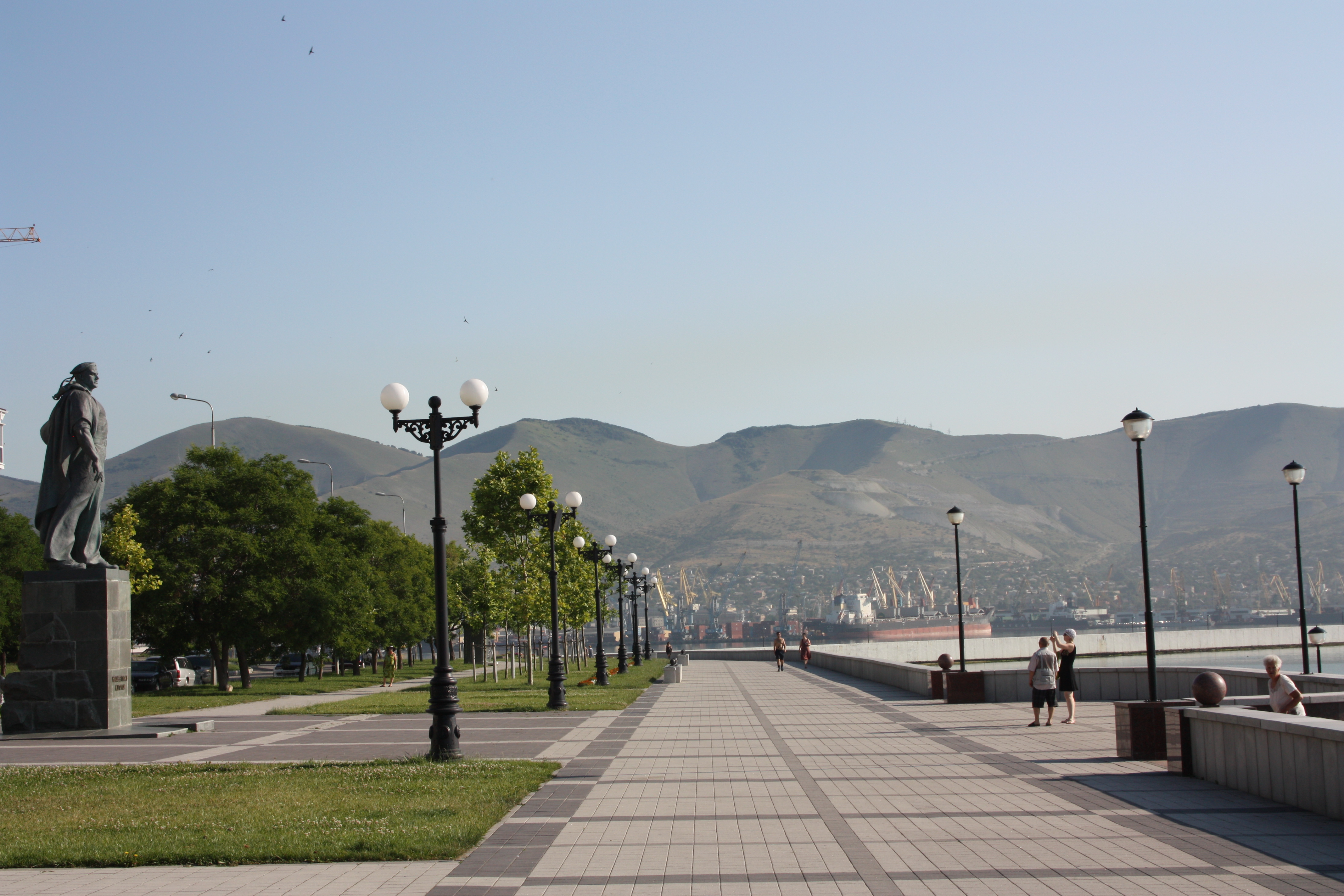
Набережная Адмирала Серебрякова, Новороссийск

До 1920 года имя Серебрякова носила центральная улица в Новороссийске. В 1920 году она была переименована в улицу Советов.
В сентябре 1977 года исполком городского Совета Новороссийска принял решение — ул. Набережную впредь именовать Набережной имени адмирала Серебрякова. На этой набережной сооружён памятник основателям города М. П. Лазареву, Н. Н. Раевскому и Л. М. Серебрякову.
21 мая 1955 года по инициативе адмирала флота И.С. Исакова командование Военно-морского флота СССР перезахоронило прах адмирала из семейного склепа в Карасубазаре на Братское кладбище на Северной стороне г. Севастополя. На памятной стеле из серого бетона на могиле адмирала была утверждена белая мраморная мемориальная доска следующего содержания:
Основатель города и порта Новороссийска командующий Приморской кавказской оборонительной линией в войне 1853—1856 годов адмирал Л. М. СЕРЕБРЯКОВ 3.III.1792—28.II.1862. Заботой моряков Черноморского флота прах перенесён 21 мая 1955 года из фамильного склепа в Белогорске /Карасубазар/
В настоящее время первоначальный монумент на могиле и плита на нём не сохранились (местонахождение плиты также неизвестно). Между 1997 и 2014 годами стела подвергалась замене: в настоящее время на месте захоронения находится гранитная стела с выбитой надписью «Адмирал Серебряков Лазарь Маркович 3.III.1792 1862.II.28 основатель города и порта Новороссийска командующий Приморской Кавказской оборонительной линией в войне 1853—1856 гг.»

## Отзывы современников
Г. И. Филипсон в своих воспоминаниях оставил следующую характеристику Л. М. Серебрякова:

«Лазарь Маркович Серебряков был личность очень заметная… Серебряков имел бойкие умственные способности, много азиатской хитрости, расположение к военному делу и торговле, и эластичную совесть… В 1837 году Серебряков был послан к Вельяминову, который ценил его деятельность, здравый смысл и распорядительность.»
Другой современник Лазаря Марковича, адмирал П. С. Нахимов, в своём письме к нему по поводу гибели старшего сына Лазаря Марковича, Марка, писал так:

Милостивый государь Лазарь Маркович! Доблестная военная жизнь ваша даёт мне право говорить с вами конкретно, несмотря на чувствительность предмета. Согласившись на просьбу сына, вы послали его в Севастополь не для наград и отличий; движимые чувством своего долга, лежавшего на каждом русском и, в особенности, на моряке, вы благословили его на подвиг… Вы свято довершили свою обязанность, он с честью выполнил свою.
Почётное назначение — наблюдать за войсками, расположенными в ложементах перед Камчатским люнетом, — было возложено на него, как на офицера, каких нелегко найти в Севастополе и только вследствие его желания.
Каждую ночь, осыпаемый градом пуль, он ни на минуту не забывал важности своего поста и к утру с гордостью мог указывать, что бдительность была не даром — с минуты его назначения неприятель, принимаясь вести работы тихой сапою, не продвинулся ни на вершок.
Несмотря на высокое самоотвержение совё, ни одна пуля его не задела, а всемогущему Богу было угодно, чтоб случайная граната была причиною его смерти, в один час ночи с 22 на 23 число он убит!!
В Севастополе, где весть о смерти почти уже не производит впечатления, сын ваш был одним из немногих, на долю которого досталось искреннее соболезнование всех моряков и всех. знавших его; он погребён в Ушаковской балке. Провожая его в могилу, я был свидетелем непритворных слёз и грусти окружающих…

Сообщая эту горестную весть, я прошу верить, что вместе с вами и мы, товарищи его, разделяем ваши чувства. Прекрасный офицер, редких душевных достоинств человек, он был украшением и гордостью нашего общества, а смерть его мы будем вспоминать как горькую жертву необходимости для искупления Севастополя…— Нахимов, 1854, с. 488—489